# Nanortalik

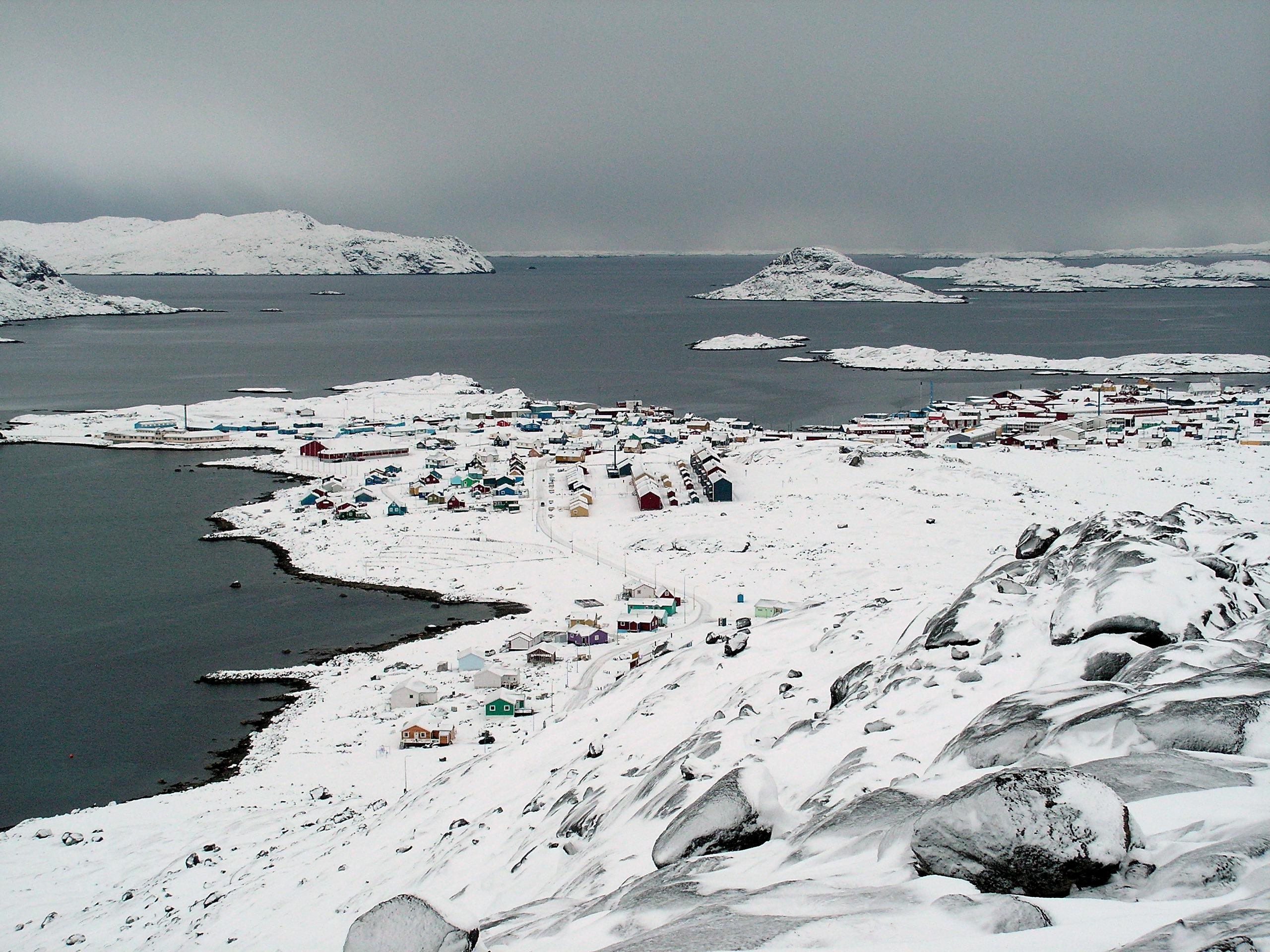
Nanortalik (2005)

Nanortalik [naˈnɔtːalik] ist eine grönländische Stadt im Distrikt Nanortalik in der Kommune Kujalleq.

## Lage
Nanortalik liegt auf einer gleichnamigen Insel vor einer Halbinsel, die durch den Tasermiut Kangerluat (Ketilsfjord) abgetrennt wird. Die Insel Nanortalik ist an dieser Stelle teilweise sehr schmal und zieht sich mit einer Kette von Halbinseln in das Meer hinein. Nanortalik ist die südlichste Stadt Grönlands. Der nächste Ort ist Tasiusaq, das 24 km ostnordöstlich liegt.

## Geschichte
Nanortalik wurde 1830 gegründet, als die Anlage aus Sissarissoq wegen der besseren Hafenbedingungen auf die andere Seite der Bucht verlegt wurde. Der alte Name von Nanortalik war Ilivileq („einer Insel gleichende Landfläche“). Der heutige Name bedeutet „Ort der Eisbären“. Die Gebäude aus der Gründungszeit sind heute Teil des Nanortalik-Museums. Nanortalik war früher ein beliebter Handelsplatz zwischen Kitaamiut und Tunumiit.
Ab 1911 war Nanortalik eine eigene Gemeinde im Kolonialdistrikt Julianehaab, der noch die Wohnplätze Tuapaat, Sermilik und Illukasik angehörten. Zu der Gemeinde gehörte zudem noch die Insel Amitsoq, auf der von 1915 bis 1925 Grafit abgebaut wurde. Die Gemeinde war Teil des 2. Landesratswahlkreises Südgrönlands.
1919 lebten in Nanortalik 5 Europäer und 284 Grönländer. Der Bevölkerung gehörten der dänische Kolonialverwalter als Verwalter der Anlage, zwei Bootsführer, vier Böttcher, ein Kolonist, eine Hebamme, eine Krankenschwester, zwei Katecheten, 46 Jäger und ein Fischer an. Die Bewohner lebten vor allem von der Robbenjagd. Die Grönländer lebten in 27 Wohnhäusern. Der Verwalter wohnte in einem 111 m² Wohnhaus, das 1904 errichtet worden war und vier Zimmer, Küche und Dachzimmer umfasste. Es ersetzte eine ältere Verwalterwohnung von 1836, die nur 65 m² maß. Der Proviantladen wurde 1897 errichtet. Daneben gab es ein Speckhaus von 1852, ein Handelshaus von 1853, eine Tranbrennerei von 1839, eine Werkstatt von 1848, eine Fassbinderei, ein Mannschaftshaus, eine Bäckerei und Brauerei, einen Stall, ein Pulverhaus und ein Krankenhaus mit zwei Krankenzimmern und Krankenschwesternzimmer. Die Kirche stammte aus dem Jahr 1913 und war nach dänischem Stil gebaut. Die Schule maß 62 m² und hatte zwei Klassenzimmer und ein Katechetenzimmer.
Nanortalik, das bis dahin neben Kangersuatsiaq die einzige verbliebene Anlage des Landes war, wurde bei der Verwaltungsreform 1950 zu einer eigenen Gemeinde und erhielt damit 1953 ebenso wie Narsaq die Stadtrechte. Seit 1942 hatte Nanortalik eine Salzerei. 1948 wurde eine neue Schule errichtet, die in den folgenden Jahren mehrfach ausgebaut wurde. 1949 erhielt Nanortalik einen Kindergarten. 1950 wurde Nanortalik mit der Errichtung eines Kraftwerks elektrifiziert. 1954 wurde ein neues Krankenhaus gebaut und 1958 eine Feuerwehrstation. In Ergänzung zum 1940 angelegten Bootssteg wurde 1958 ein Kai errichtet. 1963 wurde ein Schwimmbad gebaut. 1965 erhielt Nanortalik einen neuen Laden, der 1969 um eine Bäckerei ergänzt wurde. Seit 1966 ist Nanortalik über einen Heliport an den Luftverkehr angeschlossen.

## Liste der Kolonialangestellten bis 1921
Bis 1921 waren folgende Handelsassistenten als Verwalter der Anlage Nanortalik tätig.
- 1797–1820: David Lars Emanuel Kleist
- 1820–1826: Immanuel Arøe
- 1826–1834: Jacob Andreas Augustinus Arøe
- 1834–1835: Ove Kielsen
- 1835–1836: Henning Ager
- 1836–1838: Jacob Andreas Augustinus Arøe
- 1838–1841: Ove Kielsen
- 1841–1842: Emanuel Joachim Balling
- 1842–1845: Peter Hanning Motzfeldt
- 1845–1850: Johan Christoph Ehrenfried Kauffeldt
- 1850–1863: Johannes Haberdorff Lytzen
- 1863–1869: Carl Emil Olfert Lytzen
- 1869–1870: Lorentz Frederik Mathiesen
- 1870–1874: Ulrik Frederik Rosing
- 1874–1875: Johan Frederik Holm
- 1875–1879: Henrik Martinus Rosenstand
- 1879–1881: Rasmus Müller
- 1881–1883: Carl Julius Peter Ryberg
- 1883–1884: Jakob Magnus Christian Bang
- 1884–1885: Henrik Martinus Rosenstand
- 1885:–0000 Peder Jacob Eskild Lund (interim)
- 1885–1888: Johan Christian Simony
- 1888–1892: Andreas Peter Rye Jørgensen
- 1892–1893: Valdemar Møller
- 1893–1895: Carl Ringsted
- 1895–1896: Konrad Olsen Bugge
- 1896–1899: Niels Peter Johannes Frandsen
- 1899–1903: Konrad Olsen Bugge
- 1903–1908: Carl Peter Lauritz Mathiesen
- 1908–1910: Oluf Hastrup
- 1910–1912: Carl Peter Lauritz Mathiesen
- 1912–1913: Søren Nielsen (interim)
- 1913–1915: Christian Simony
- ab 1915:00. Carl Peter Lauritz Mathiesen

## Wirtschaft
Fischerei und Jagd bilden traditionell den größten Wirtschaftsfaktor von Nanortalik, die Bedeutung sinkt aber. Vermehrt arbeiten die Bewohner auch in Dienstleistungsberufen. Durch das Goldbergwerk Nalunaq kam der Bergbau als wirtschaftliches Stützbein hinzu, ebenso wie der Tourismus in Nanortalik an Bedeutung gewinnt, da der Ort beliebtes Ziel für Kreuzfahrt- und Abenteuertouristen geworden ist.

## Infrastruktur und Versorgung
Die Hafenstrukturen von Nanortalik bestehen aus einem Kai für Fischerboote und größere Schiffe, einer Helling, einem Kai für Schoner und Freizeitboote, einem Pontonsteg für Jollen und einem Nothafen. Momentan läuft der Luftverkehr über den Heliport Nanortalik, aber es soll in den nächsten Jahren ein Flugplatz nördlich der Stadt errichtet werden.
Die Gebäude in Nanortalik sind an ein Abwassernetz angeschlossen, das alles Abwasser ins Meer leitet. Der Müll wird auf dem Müllplatz im Osten der Stadt deponiert und verbrannt. Ein Kraftwerk versorgt die Stadt mit Strom. Vom westlich verlaufenden Fluss Kuunnguaq wird Wasser in den See Tasersuaq geleitet, von wo aus es zum Wasserwerk gelangt, wo es zu Trinkwasser wird.

## Bebauung
In Nanortalik gibt es unter anderem eine Fischfabrik, eine Werkstatt, ein Krankenhaus, ein Hotel, eine Kirche, eine Sporthalle, einen Fußballplatz, eine Pilersuisoq- und eine Brugseni-Filiale.

## Sport
1943 wurde in Nanortalik der Fußballverein Siuteroĸ Nanortalik gegründet, dessen größter Erfolg bei der Grönländischen Fußballmeisterschaft die Vizemeisterschaft im Jahr 1992 ist. 1991 nahm zudem der Verein SON Nanortalik und 1995 der FC Nanortalik an der Meisterschaft teil.

## Söhne und Töchter
- Jens Hansen (1872–?), Landesrat
- Hosias Abelsen (1874–1920), Landesrat
- Henrik Lund (1875–1948), Dichter, Pastor, Katechet, Missionar, Maler und Landesrat
- Josva Kleist (1879–1938), Katechet, Dichter und Landesrat
- Johannes Mathiesen (1881–?), Landesrat
- Aage Bugge (1896–1979), dänisch-grönländischer Pastor, Propst, Lehrer, Hochschulrektor und Schriftsteller
- Jacob Abelsen (1906–?), Landesrat
- Egede Boassen (1913–?), Katechet und Landesrat
- Jørgen Poulsen (1920–1973), Landesrat, Katechet, Lehrer und Schafzüchter
- Carl Egede (1924–1959), Landesrat
- Marius Abelsen (1929–1972), Landesrat und Lehrer
- Ole Korneliussen (1947–2022), Schriftsteller
- Simon Simonsen (* 1961), Politiker (Siumut), Lehrer und ehemaliger Fußballspieler, -trainer und Skilangläufer
- Isle Hessner (* 1962), Künstlerin
- Jens B. Frederiksen (* 1967), Politiker (Demokraatit), Polizist und Unternehmer
- Frederik Elsner (* 1986), Badmintonspieler und Musiker
- Josef Tarrak-Petrussen (* 1998), Rapper und Filmproduzent

## Bevölkerungsentwicklung
Die Bevölkerungszahl von Nanortalik bewegte sich lange zwischen 1400 und 1600 Einwohnern. Seit kurz nach der Jahrtausendwende geht die Einwohnerzahl aber zurück. Zwischen 2003 und 2018 verlor Nanortalik etwa ein Viertel seiner Bevölkerung.

## Panorama

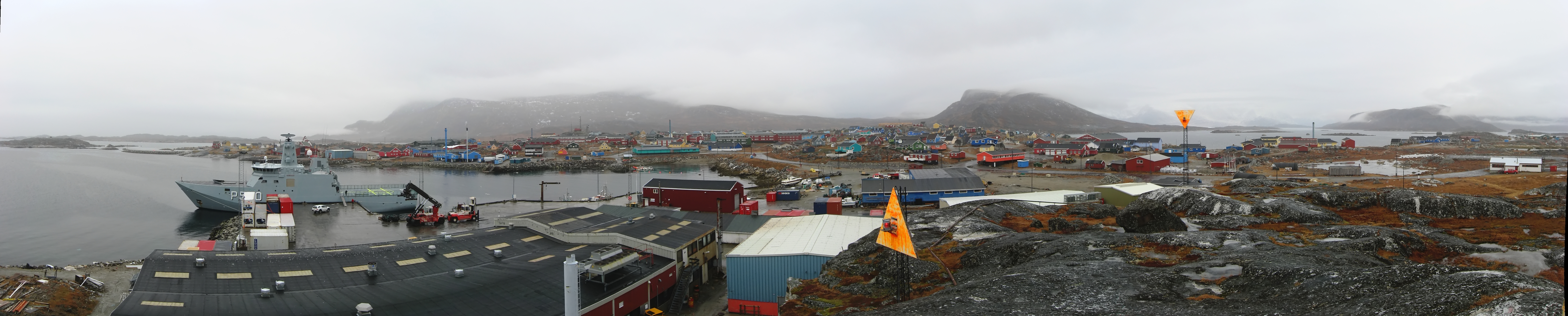
Nanortalik (2008)